# Gesine Schöps
Gesine Schöps (* 1987 in Leipzig, DDR) ist eine deutsche Fernsehjournalistin und -moderatorin. Seit 2019 moderiert sie den Sachsenspiegel beim MDR Fernsehen.

## Leben
Schöps wuchs in Köthen (Anhalt) und Zwönitz auf. Sie studierte von 2007 bis 2012 Sprechwissenschaft an der Martin-Luther-Universität Halle-Wittenberg in Halle (Saale). Nach einem Praktikum beim MDR Fernsehen absolvierte sie von März 2012 bis September 2013 ein Volontariat beim Mitteldeutschen Rundfunk. Seit 2013 ist Schöps auch als freiberufliche Trainerin für Rhetorik tätig. Nach dem Ende des Volontariats ist sie seit August 2013 für das MDR Fernsehen als Redakteurin und Reporterin für die Fernsehsendungen Sachsenspiegel, MDR um 2, MDR um 4 sowie Hauptsache Gesund tätig. Seit dem 13. April 2019 moderiert Schöps das Nachrichtenmagazin Sachsenspiegel.